# Ctenotus colletti
Espèce
Synonymes
- Lygosoma colletti Boulenger, 1896

Ctenotus colletti est une espèce de sauriens de la famille des Scincidae.

## Répartition
Cette espèce est endémique d'Australie. Elle se rencontre en Australie-Occidentale et dans le Territoire du Nord.

## Taxinomie
Les sous-espèces Ctenotus colletti nasutus et Ctenotus colletti rufescens ont été élevées au rang d'espèces par Storr en 1990.

## Étymologie
Cette espèce est nommée en l'honneur de Robert Collett.

## Publication originale
- Boulenger, 1896 : Descriptions of four new lizards from Roebuck Bay, N. W. Australia obtained by Dr. Dahl for the Christiania Museum. Annals and magazine of natural history, sér. 6, vol. 18, p. 232-235 (texte intégral).